# 城秀男
城 秀男（じょう ひでお、1911年9月2日 - 2010年1月22日）は、日本の染織家。染織工芸を専門に佐賀大学の名誉教授でもあり、多くの染織家を輩出してきた。
2010年1月22日、肺炎により佐賀市内の病院にて死去。98歳だった。

## 略歴
- 1911年（明治44年） 福岡県浮羽郡田主丸町大字鷹取（現・久留米市）に生まれる[4]。
- 1943年（昭和18年） 佐賀師範学校助教授。
- 1952年（昭和27年） 第38回光風会展「軍鶏」初入選。
- 1955年（昭和30年） 第41回光風会展「サボテン」光風工芸賞光風会会友推挙。
- 1956年（昭和31年） 第12回日展「柳亅初入選。
- 1957年（昭和32年） 第44回光風会展「薪」光風会会員推挙。
- 1967年（昭和42年） 第10回新日展「豊」特選，北斗賞。
- 1969年（昭和44年） 改組第1回日展「現代想」特選，北斗賞。第8回日本現代工芸展「響」日本現代工芸会員推挙。
- 1970年（昭和45年） 佐賀大学教授，第9回日本現代工芸展「群」外務大臣賞。
- 1975年（昭和50年） 第7回日展「燦たる宙亅日展会員推挙。
- 1976年（昭和51年） 第62回光風会展「二つの構成」杉浦非水賞。
- 1977年（昭和52年） 佐賀大学教授退官。名誉教授となる。
- 1989年（平成元年） 勲三等瑞宝章叙勲。
- 1991年（平成3年） 西日本文化賞受賞
- 1998年（平成10年） 日展会員日本新工芸家連盟顧問。九州新工芸家連盟顧問
- 2010年（平成22年）1月29日、肺炎により佐賀市内の病院にて死去